# Долгої
До́лгої (Довгаї) (угор. Dolhai, Dolhay, Dovhai, лат. de Dolha ) — угорський дворянський рід волоського походження. Долгої входили в число найбільш знатних і багатих феодальних сімей Марамарошу, тримаючи в підпорядкуванні більшість  поселень Боржавської долини.

## Історія роду
Перший відомий предок родини Долгої — Сенеслау І де Госсумезо (угор. Hosszúmezey I Szaniszló), волоський воєвода, який близько 1330 року разом зі своїми братами Білкеї Карачоні (угор. Bilkey Karácsony), Ілошваї Максимом (угор. Ilosvay Maxem) та Комлоші Мігаєм (угор. Komlósy Torpa Mihály) поселились на території Закарпаття. Сенеслау І де Долго був сином легендарного князя (воєводи) Волощини — Татомира, а також рідним братом Басараба I — першого господаря Волощини та засновника династії Басарабів. Після смерті Сенеслау троє синів — Янош, Шандор та Іштван — переїхали до села Довге. З цього моменту  поселення стає резиденцією братів, так званим «possesiones capitalis», від якого рід магнатів виводить своє ім'я та предикт — de Dolha.
Сини Яноша Долгої належали до вищої аристократії Королівства Угорщини та носили поважні титули князь (Cneaz de Iloșva), барон (de Liber-Baroni, Baron de Petrova), воєвода (Voievod de Dolha Mare, Voievod de Rozavlea, Voievod de Miclăuș), віконт (Viconte de Dolha and Petrova) та каштелян (Castelan de Hust, Castelan de Tokay).
Вже  в середині XV століття Долгаї володіли поселеннями в комітаті Береґ — Довге, Заднє, Бронька-Суха,  Кушниця, Лисичово, Керецькі, Березники, Боржава, Шаркадь, Макарія, Négyforrás, Románpataka, а також поселеннями Розавля, Сурдок, Шієу, Петрова, Леордіна, Рускова — в комітаті Мармарош.
З часом, особливо починаючи з другої половини XIV століття, представники роду Долгої іменуються «нобіле» (лат. nobili), тобто адаптуються до порядків Угорського королівства, де була тенденція вважати, що тільки нобілі можуть бути справіжніми, визнаними землевласниками. Положення нобілів передбачало декілька характеристик, таких, як знатне походження, визнане оточуючими, володіння землею, вправи у майстерності поводження зі зброєю тощо.  В середині XIV століття для того, щоб вважатися нобіле потрібно було ще отримати письмовий документ від короля, який підтвердив би володіння, і перейти в католицьку віру. Долгої, як вихідці з православної Валахії, були християнами східного обряду, але рід змушений був прийняти католицизм по вищезгаданим причинам.  Королівська грамота стала аргументом і обов'язковою умовою приналежності до знаті та володіння землею. Долгої вимушені були піти на службу королівськії владі і таким чином отримали документи на свої володіння, які належали ще їх предкам. 
В другій половині XIV століття королеви Ержебет та Марія в своїх частих поїздках до Польщі та під час їх перебування в Мукачівському замку контактують з воєводами Долгої та беруть їх під особливий захист через стратегічне військове значення пограничної зони володінь.

## Генеалогія
Татомир, князь (воєвода). 1280—1320;
- A.1  Сенеслау I (I. Szaniszló), воєвода. 1363—1366;
  - B.1 Драґомер (Dragomér). 1363;
  - B.2 Янош I де Госсумезо (I. János de Hosszúmező), одруж. з дочкою воєводи Яноша Яношвайдафалві (Jánosvajdafalvi).  1383—1389;  
    - C.1 Сенеслау II (II. Szaniszló), алішпан комітату Мармарош  — 1414—1415. 1395—1435;
      - D.1 Ласло I (Лацко) (I. László (Laczkó)). 1412—1430;
      - D.2 Мігаї IV (IV. Mihály). 1416—1466;
        - E.1 Міклош III (III. Miklós). 1485;

      - D.3 Янош V (V. János). 1424—1930;
      - D.4 Амбруш II (II. Ambrus), алішпан комітату Мармарош, одруж. з Марґіт (Margit. 1448) та Потенціаною Есені Чопі (Eszeni Csapy Potentiana). 1424—1473; 
        - E.1 Деметер (Demeter), одруж. з Ката (Kata). 1448—1480 ;
          - F.1 Петер V (V. Péter), одруж. з Ката (Kata). 1486—1545;
            - G.1 Імре II (II. Imre), одруж. з Анною Медьєрі (Megyery Anna). 1545—1569 ;
            - H.1 Янош X (X. János), одруж. з Анною Бекені Теті (Bekényi Thetey Anna). 1575—99;
              - I.1 Жиґмонд (Zsigmond). 1608;
              - I.2 Дьєрдь IV (IV. György), одруж. з Ержебет Болчеї Будай (Bölcsei Buday Erzsébet). 1608—15.;
                - J.1 Імре III (III. Imre). 1624—1639;
                - J.2 Ката (Kata), одруж. з Ференцом Фончікої(Fancsikay Ferencz). 1624;
                - J.3 Анна (Anna), одруж. з Ференцом Ілошваї (Ilosvay Ferencz). 1624;
                - J.4 Фрузіна (Fruzina), одруж. з Петером Липчеї (Lipcsey Péter). 1624;

              - I.3 Янош XI (XI. János). 1608;
              - I.4 Петер VI (VI. Péter), одруж. з Анною Ловопетрі Петрі (Lövőpetri Petry Anna. 1629). 1608—1615;
                - J.1 Пал (Pál), одруж. з Барбарою Кокенієшді (Kökényesdy Borbála). 1639–1652;
                  - K.1 Марія (Mária), одруж. з Ґабором Лошонці Банффі (Losonczi Bánffy Gábor);
                  - K.2 Ґабор (Gábor). 1652;
                  - K.3 Дьєрдь V (V. György), капітан Хустського замку, одруж. з Ержебет Сухафої Сухай (Szuhafői Szuhay Erzsébet) та Крістіною Чебі Поґані (Csebi Pogány Krisztina). 1652—†1708;
                  - L.2 Барбара (Borbála) †;

            - G.2 Менігерт (Menyhért). 1554;
            - G.3 Болдіжар (Boldizsár). 1554;
            - G.4 Софія (Zsófia), одруж. з Яношем Липчеї (Lipcsey János). 1533;
            - G.5 Ержебет (Erzsébet), одруж. з Мігаї Комлоші (Komlósy Mihály). 1533;
            - G.6 Ката (Kata), одруж. з Міклошем Ромочахазі (Ramocsaházy Miklós). 1533;

          - F.2 Янош VIII (VIII. János), одруж. з Марією (Mária). 1486—1525;
            - G.1 Янош IX (IX. János);

        - E.2 Дьєрдь II (II. György), одруж. з Агота Отяї (Atyay Ágota).  1463—1501;
          - F.1 Анна (Anna) †;
          - F.2 Агота (Ágota), одруж. з Андрашем Нодь (Nagy András) та Петером Аґочі (Agóczy Péter. 1503);
          - F.3 Ержебет (Erzsébet), одруж. з Томашем Кемечеї (Kemecsey Tamás. 1495) та Яношем Фельсаю (Félszáju János. 1503);
          - F.4 Ката (Kata), одруж. з Палом Уґраї Мезодьані (Ugrai Mezőgyány Pál. 1503);

        - E.3 Ласло II (II. László), одруж. з Ілоною Генцідої (Hencziday Ilona). 1448—1489. ; 
          - F.1 Калман (Kálmán), одруж. з Ката Артанді (Ártándy Kata). 1495—†1522;

        - E.4 Янош VI (VI. János), одруж. з Ядвігою (Hedvig). 1448; 
          - F.1 Томаш (Tamás), одруж. з Фрузіною (Fruzina). 1479—1508;
            - G.1 Дьєрдь III (III. György), алішпан комітату Мармарош — 1550, одруж. з Кларою Стойка (Sztojka Klara.). 1545—1580;
              - H.1 Софія (Zsófia), одруж. з Болашем Готікаї Бейці (Hotykay Bejczy Balázs. 1588) та Дьєрдем Сакої Зоколі (Szakolyi Zokoly György. 1597). 1588—1597;
              - H.2 Петер IV (IV. Péter). 1588;

        - E.5 Міклош IV (IV. Miklós). 1463—87;
        - E.6 Петер III (III. Péter), заступник королівського конюшого, одруж. з Доротті (Dorottya). 1463—1518; 
          - F.1 Янош VII (VII. János). 1518—1523;
          - F.2 Амбруш II (II. Ambrus). 1518—1526;
          - F.3 Фокош (Farkas). 1518—1524;
          - F.4 Імре I (I. Imre), одруж. з Ілоною Стойка (Sztojka Ilona). 1545—1552;
            - G.1 Ілона (Ilona), одруж. з  Гаспаром Корніс Рускаї, хустським каштеляном (Ruszkai Kornis Gáspár. 1569). 1569;

        - E.7 Цецилія (Czeczilia), одруж. з Мігаї Королі (Koroly Mihály);

      - D.5 Андраш II (II. András). 1430;

    - C.2 Янош II (Івашко) де Госсумезо, де Долга (II. János (Iváskó) de Hosszúmező, de Dolha). 1398—1437; 
      - D.1 Мігаї Орда де Леордіна (Mihály Orda de Leordina), суддя комітату Мармарош, у 1466 взяв ім'я Леордінаї. 1450—1471; 
        - E.1 Янош (János), одруж. з Марґіт Ілошваї Карачонь (Ilosvai Karácson Margit. 1472).  1470; 
          -             - G.1 дочка. 1472;

        - E.2 Марушка (Máruska), одруж. з Томашем Леордінай (Leordinay Tamás). 1488;
        - E.3 Ката (Kata), одруж. з священником в с. Леордіна — Давидом (Dávid). 1476—1488;
          - F.1 Мірче (Mircse). 1498—1525;
            - G.1 Лукач (Lukács) 1525;

          - F.2 Івашко (Iváskó). 1498;
          - F.3 Іванко (Ivánkó). 1498;

    - C.3 Петер I де Госсумезо (I. Péter de Hosszumező). 1398  —†1404;
    - C.4 Дьєрдь I де Госсумезо, назв. Порколаб (I. György de Hosszúmező, de Dolha, dictus Porkoláb), каштелян Хустського замку. 1398—1430; 
      - D.1 Андраш I (I. András). 1430;
      - D.2 Міклош II (II. Miklós). 1430;
      - D.3 Янош IV де Рускова (IV. János de Ruszkova), суддя комітату Мармарош, — 1466. 1450—1473.;
        - E.1 Фетко (Fethka), одруж. з Дьєрдем Вончфалві (Vancsfalvy György);
        - E.2 Анна (Anna), одруж. з Родечине (Radéczyné);
        - E.3 Марґіт (Margit);

    - C.5 Богдан де Госсумезо, де Долга (Bogdán de Hosszúmező, de Dolha), син якого взяв ім'я Петровай. 1398—1437;

  - B.3 Шандор де Лаз, де Госсумезо, де Долга (Sándor de Láz, de Hosszúmező, de Dolha). 1383—1417; 
    - С.1 Мігаї I де Госсумезо (I. Mihály de Hosszúmező). †1398;
    - С.2 Петер II де Госсумезо, де Долга (II. Péter de Hosszúmező, de Dolha). 1398—1427.;
    - С.3 Ілона (Ilona), одруж. з Іштваном Хелмовці (Helmeczy István. 1398);
    - С.4 Марія (Mária). 1401—1409;
    - С.5 Міклош I де Госсумезо, де Долга (I. Miklós de Hosszúmező, de Dolha). 1404—1421;
    - С.6 Анна (Anna). 1409;
    - С.7 Марґіт (Margit). 1409;

  - B.4 Іштван I  де Лаз (1383), де Госсумезо (1404), де Долга (I. István de Láz, de Hosszúmező, de Dolha), воєвода комітату Береґ, одруж. з Марґіт (Margit. 1410—1417);
    - С.1 Янош III  де Госсумезо (1404), де Долга (III. János 1404 de Hosszúmező, de Dolha). †1412;
    - С.2 Мігаї II де Госсумезо, де Долга, де Сентміклош (II. Mihály  de Hosszúmező, de Dolha, de Szentmiklós) одруж. з Драго Макарія (Makarjay Drága. 1417). 1404—63;
      - D.1 Іштван II Долгаї де Рускова (II. István Dolhay de Ruszkova). 1480—1504;
        - E.1 Мігаї III Долгаї де Рускова (III. Mihály Dolhay de Ruszkova).  1508—1510;
        - E.2 Вероніка (Veronika), одруж. з Дьєрдем Вончфалві (Vancsfalvy György). 1525;

    - С.3 Ілона (Ilona), одруж. з Хелмецієм (Helmeczyné). 1417;
    - С.4 Анна (Anna), одруж. з Симоном Хелмеці (Helmeczy Simon). 1417.

## Відомі представники
Амбруш Долгої (1424—†1473) — алішпан комітату Мармарош, воєвода Матяша Гуняді Корвіна. В 1460 році король Матяш Гуняді дав Амбрушеві Долгої в знак особливої милості дозвіл побудувати кам'яний будинок в Довгому. Замість цього Амбруш побудував укріплений замок, який згідно з рішенням Національних зборів був зруйнований.
Дьєрдь Долгої (1652—†1708) — останній представник роду Долгої, власник величезних володінь в долинах річок Боржава, Іза та Вішеу, площа яких становила близько 400.000 акрів. Був призначений Ференцом ІІ Ракоці ішпаном комітату Мармарош та каштеляном Хустського замку. Обіймав цю посаду протягом 1703—1705 років. Дьєрдь Долгої був прихильником «короля куруців» — Імре Текелі, з яким мав родинні зв’язки по материнській лінії Бетлен—Редей. Єдина дочка Дьєрдя померла у ранньому віці. Сам Дьєрдь Долгаї помер у 1708 році. Похований в крипті Єлизаветинського костелу м. Хуст.